# Fizyka plazmy
Fizyka plazmy – dziedzina fizyki zajmująca się badaniem i nauką o plazmie (rozrzedzonych gazach zjonizowanych) i zjawiskach z nią spokrewnionych.
Fizyka plazmy opiera się głównie na innych dobrze znanych działach fizyki (mechanika statystyczna, mechanika klasyczna, elektrodynamika).
Fizyka plazmy to nauka o cząstkach naładowanych. Zwykły gaz, jakim np. jest powietrze jest złożony z cząstek obojętnych elektrycznie, które oddziaływają między sobą jedynie w momencie zderzenia (tzw. oddziaływania dwucząstkowe). W plazmie natomiast występuje pole elektryczno-magnetyczne, które w tym przypadku uważane jest za długozasięgowe. Powoduje to, że jedna cząstka oddziałuje na wielu sąsiadów (oddziaływanie wielocząstkowe). 
W 1879 r. William Crookes określił plazmę jako „czwarty stan materii” (materia zjonizowana w wyładowaniach gazowych). Dostarczając ciepła ciału stałemu poprzez przemianę fazową, otrzymuje się nowy stan skupienia, zwykle ciecz. Kontynuując ogrzewanie, z cieczy powstanie gaz. Z kolei, ogrzewając gaz, można go doprowadzić do jonizacji (oddzielenia elektronów od cząsteczek). Przy pewnej temperaturze nastąpi całkowita jonizacja gazu. Właśnie ten stan nazywany jest czwartym stanem skupienia.